# Lars Schwettmann
Lars Schwettmann (* 1973) ist ein deutscher Ökonom und Hochschullehrer.

## Biografie
Schwettmann schloss sein Studium 2000 mit einem Master of Science an der University of Birmingham sowie 2002 mit einem Diplom in Volkswirtschaftslehre an der Universität Osnabrück ab. Von 2001 bis 2008 war er dort als Wissenschaftlicher Mitarbeiter am Lehrstuhl für Mikroökonomische Theorie tätig, wo er 2008 promovierte. Anschließend war er bis 2016 Wissenschaftlicher Mitarbeiter am Lehrstuhl für Volkswirtschaftslehre, insbesondere Mikroökonomie und Finanzwissenschaft, an der Martin-Luther-Universität Halle-Wittenberg, wo er 2015 habilitierte. Ab 2016 war er stellvertretender Direktor des Instituts für Gesundheitsökonomie und Management im Gesundheitswesen (IGM) am Helmholtz Zentrum München, ehe er 2022 als Professor für Gesundheitsökonomie an die Universität Oldenburg berufen wurde.

## Schwerpunkte
Zu Schwettmanns Forschungsschwerpunkten zählen unter anderem Normative Gesundheitsökonomik, Methoden zur Messung der Zahlungsbereitschaft für Gesundheitsverbesserungen, der Zusammenhang von Verhaltensökonomik und Gesundheitsverhalten sowie Gesundheitliche Auswirkungen lebenslaufspezifischer Ereignisse.

## Publikationen (Auswahl)

### Monografien
- Lars Schwettmann: Trading off Competing Allocation Principles. Theoretical Approaches and Empirical Investigations. Peter Lang, Frankfurt am Main, Berlin, Bern, Bruxelles, New York, Oxford und Wien 2009, ISBN 978-3-631-58715-7 (englisch, 307 S.).
- Lars Schwettmann: Heimatüberweisungen ausländischer Haushalte. Theoretische Erklärungsansätze und einige empirische Befunde aus Deutschland. Diplomica, München 2012, ISBN 978-3-8428-9034-3 (92 S.).

### Beiträge in Sammelbänden
- Lars Schwettmann: A Simple Vote Won’t Do It. Empirical Social Choice and the Fair Allocation of Health Care Resources. In: Alexander Max Bauer und Malte Ingo Meyerhuber (Hrsg.): Empirical Research and Normative Theory. Transdisciplinary Perspectives on Two Methodical Traditions Between Separation and Interdependence. Walter de Gruyter, Berlin und Boston 2020, ISBN 978-3-11-061209-7, S. 295–316 (englisch).
- Lars Schwettmann: Let’s Talk About Health Economic Evaluation. Relevant Contextual Factors for the German „Sonderweg“. In: Eckhard Nagel und Michael Lauerer (Hrsg.): Prioritization in Medicine. An International Dialog. Springer, Berlin 2016, ISBN 978-3-319-21112-1, S. 273–281 (englisch).
- James Konow und Lars Schwettmann: The Economics of Justice. In: Clara Sabbagh und Manfred Schmitt (Hrsg.): Handbook of Social Justice Theory and Research. Springer, New York 2016, ISBN 978-1-4939-3215-3, S. 83–106 (englisch).

### Artikel in Fachzeitschriften
- Marlies Ahlert und Lars Schwettmann: Allocating Health Care Resources. A Questionnaire Experiment on the Predictive Success of Rules. In: International Journal for Equity in Health. Band 16, 2017, ISSN 1475-9276 (englisch).
- Lars Schwettmann: Decision Solution, Data-Manipulation and Trust. The (Un-)Willingness to Donate Organs in Germany in Critical Times. In: Health Policy. Band 119, 2015, ISSN 0168-8510, S. 980–989 (englisch).